# Bahnstrecke București–Giurgiu Nord–Giurgiu
| |                      |                                         |                                         |
| Kursbuchstrecke (CFR): | 902                  |                                         |                                         |
| Streckenlänge: | 67 km                |                                         |                                         |
| Spurweite: | 1435 mm (Normalspur) |                                         |                                         |
| |                      |                                         |                                         |
| \| \| \| București Nord \| \| \| \| \| \| \| \| \| \| nach Constanța/Mangalia und nach Galați \| \| \| \| \| nach Galați/Roman \| \| \| \| \| Dâmbovița \| \| \| \| 0,00 \| București Filaret \| București Filaret \| \| \| \| \| \| \| \| ~5 \| București Progresu \| București Progresu \| \| \| \| nach Jimbolia \| \| \| \| \| \| \| \| \| \| \| \| \| \| 8,65 \| Jilava \| Jilava \| \| \| \| nach Oltenița \| \| \| \| 13,21 \| Sintești \| Sintești \| \| \| 17,59 \| Vidra \| Vidra \| \| \| \| Argeș \| \| \| \| 24,30 \| Grădiștea \| Grădiștea \| \| \| \| Neajlov \| \| \| \| 29,00 \| Comana \| Comana \| \| \| 34,50 \| Vlad Țepeș \| Vlad Țepeș \| \| \| 39,03 \| Mihai Bravu \| Mihai Bravu \| \| \| 47,16 \| Băneasa Giurgiu \| Băneasa Giurgiu \| \| \| 50,87 \| Taban \| Taban \| \| \| 58,20 \| Daia \| Daia \| \| \| 59,44 \| Frătești \| Frătești \| \| \| \| von Videle \| \| \| \| 63,95 \| Giurgiu Nord \| Giurgiu Nord \| \| \| \| nach Ruse \| \| \| \| \| \| \| \| \| ~67 \| Giurgiu \| Giurgiu \| \| \| \| Donauhafen Giurgiu \| \| |                      |                                         |                                         |
| Kopfbahnhof Streckenanfang |                      | București Nord                          | București Nord                          |
| Abzweig geradeaus, ehemals nach links und ehemals von links · Strecke von rechts (außer Betrieb) |                      |                                         |                                         |
| Abzweig geradeaus, nach rechts und von rechts · Strecke (außer Betrieb) |                      | nach Constanța/Mangalia und nach Galați | nach Constanța/Mangalia und nach Galați |
| Abzweig geradeaus, nach rechts und von rechts · Strecke (außer Betrieb) |                      | nach Galați/Roman                       | nach Galați/Roman                       |
| Brücke über Wasserlauf · Brücke über Wasserlauf (Strecke außer Betrieb) |                      | Dâmbovița                               | Dâmbovița                               |
| Strecke · Strecke (außer Betrieb) · Kopfbahnhof Streckenanfang (Strecke außer Betrieb) | 0,00                 | București Filaret                       | București Filaret                       |
| Strecke · Strecke nach links (außer Betrieb) · Abzweig geradeaus und von rechts (Strecke außer Betrieb) |                      |                                         |                                         |
| Strecke · Kopfbahnhof Strecke bis hier außer Betrieb | ~5                   | București Progresu                      | București Progresu                      |
| Abzweig geradeaus, nach rechts und von rechts · Strecke |                      | nach Jimbolia                           | nach Jimbolia                           |
| Abzweig geradeaus und nach links · Strecke quer · Abzweig geradeaus und nach rechts |                      |                                         |                                         |
| Strecke nach links · Abzweig von links und von rechts · Strecke nach rechts |                      |                                         |                                         |
| Haltepunkt / Haltestelle | 8,65                 | Jilava                                  | Jilava                                  |
| Abzweig geradeaus und nach links |                      | nach Oltenița                           | nach Oltenița                           |
| Haltepunkt / Haltestelle | 13,21                | Sintești                                | Sintești                                |
| Haltepunkt / Haltestelle | 17,59                | Vidra                                   | Vidra                                   |
| Brücke über Wasserlauf |                      | Argeș                                   | Argeș                                   |
| Haltepunkt / Haltestelle | 24,30                | Grădiștea                               | Grădiștea                               |
| Brücke über Wasserlauf |                      | Neajlov                                 | Neajlov                                 |
| Haltepunkt / Haltestelle | 29,00                | Comana                                  | Comana                                  |
| Haltepunkt / Haltestelle | 34,50                | Vlad Țepeș                              | Vlad Țepeș                              |
| Haltepunkt / Haltestelle | 39,03                | Mihai Bravu                             | Mihai Bravu                             |
| Haltepunkt / Haltestelle | 47,16                | Băneasa Giurgiu                         | Băneasa Giurgiu                         |
| Haltepunkt / Haltestelle | 50,87                | Taban                                   | Taban                                   |
| Haltepunkt / Haltestelle | 58,20                | Daia                                    | Daia                                    |
| Haltepunkt / Haltestelle | 59,44                | Frătești                                | Frătești                                |
| Abzweig geradeaus und von rechts |                      | von Videle                              | von Videle                              |
| Bahnhof | 63,95                | Giurgiu Nord                            | Giurgiu Nord                            |
| Abzweig geradeaus und nach links |                      | nach Ruse                               | nach Ruse                               |
| Verschwenkung von links · Verschwenkung von rechts |                      |                                         |                                         |
| Strecke · Kopfbahnhof Streckenende | ~67                  | Giurgiu                                 | Giurgiu                                 |
| Betriebs-/Güterbahnhof Streckenende |                      | Donauhafen Giurgiu                      | Donauhafen Giurgiu                      |

Die Bahnstrecke București–Giurgiu Nord–Giurgiu ist eine Hauptbahn in Rumänien. Sie verläuft von der Hauptstadt Bukarest südwärts in die an der Donau und damit an der Grenze zu Bulgarien gelegenen Stadt Giurgiu.

## Geschichte

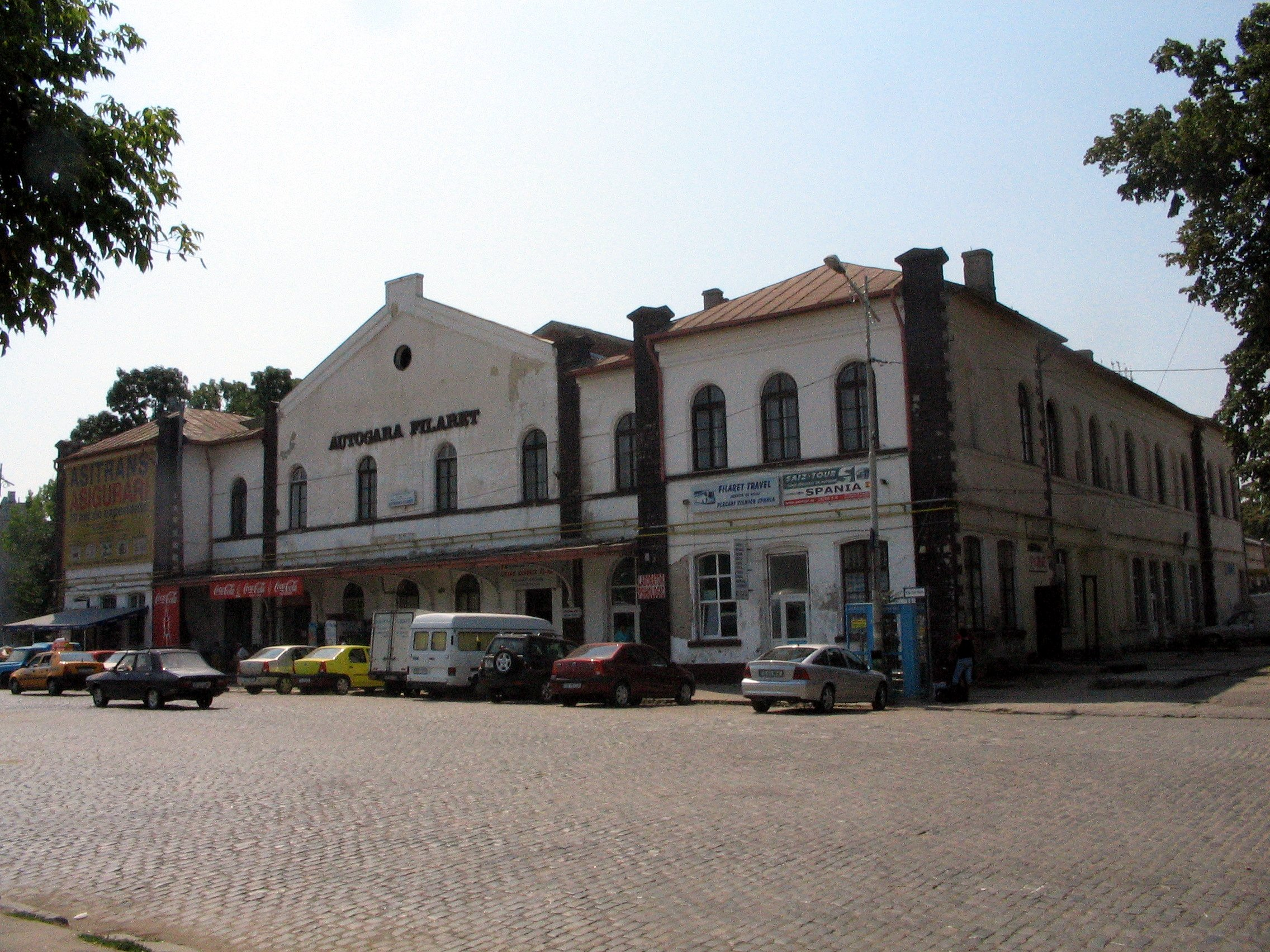
Ehemaliger Bahnhof Bukarest-Filaret

Im Jahr 1866 schloss die rumänische Regierung einen Vertrag mit der englischen Gesellschaft „John Trevor Barclay & John Staniforth“ über den Bau der Strecke von der Hauptstadt Bukarest zum Donauhafen in Giurgiu.
Die Bahnstrecke ging am 7. September 1869 als erste innerhalb der damaligen Grenzen Rumäniens in Betrieb. In Bukarest begann die Strecke am Bahnhof Filaret, der damit der älteste der rumänischen Hauptstadt ist. Die Verbindung hatte zunächst vor allem Bedeutung für den Güterverkehr, weil sie den Transport von Lebensmittelprodukten aus dem Inneren des Landes an die Donau und damit weiter zum Schwarzen Meer ermöglichte. Auf der anderen Seite diente sie der Versorgung der rumänischen Hauptstadt mit importierten Fertigprodukten. Der rumänische Fürst Karl I. trat für den baldigen Bau einer Brücke über die Donau ein, um über die heute bulgarische Stadt Russe eine Verbindung nach Konstantinopel zu schaffen; Rumänien stand damals noch unter Oberhoheit des Osmanischen Reiches. Da dieses jedoch wenig Interesse an dem Projekt hatte, wurden die 1870 begonnenen Planungen bald aufgegeben. Durch die auf dem Berliner Kongress 1878 erfolgte Neuordnung Südosteuropas wurde das Vorhaben auf längere Zeit hinfällig.
Nach dem Zweiten Weltkrieg nahmen die rumänische und die bulgarische Regierung die Planungen für eine Donaubrücke zwischen Giurgiu und Ruse wieder auf. Mit sowjetischer Hilfe wurden die Bauarbeiten 1952 begonnen und am 20. Juni 1954 vollendet. Seitdem ist über die Giurgiu-Russe-Freundschaftsbrücke der durchgehende Schienenverkehr von Rumänien nach Bulgarien möglich.
1960 wurde der Bahnhof Filaret geschlossen und in einen Autobusbahnhof umgewandelt. Die Nahverkehrszüge nach Giurgiu begannen seitdem im Vorortbahnhof Progresu, die Fernzüge im Nordbahnhof.

## Heutige Situation
Die Strecke ist nicht elektrifiziert.
Im August 2005 stürzte während eines Hochwassers bei Grădiștea die Brücke über den Argeș ein; seitdem ist die Strecke unterbrochen. Bis Dezember 2010 wurde noch der Abschnitt von Grădiștea nach Giurgiu bedient, Fernzüge zwischen Bukarest über Giurgiu Nord nach Ruse in Bulgarien über Videle umgeleitet. Seit Ende 2010 ist auch die Strecke von Grădiștea nach Giurgiu außer Betrieb. Der Bau der neuen Brücke verzögerte sich wegen finanzieller Probleme um 15 Jahre.
Anfang 2020 hat die Wiener Baufirma Porr für etwa 105 Mio. mit dem Neuaufbau der zerstörten Bahnbrücke begonnen.